# Jan Delay

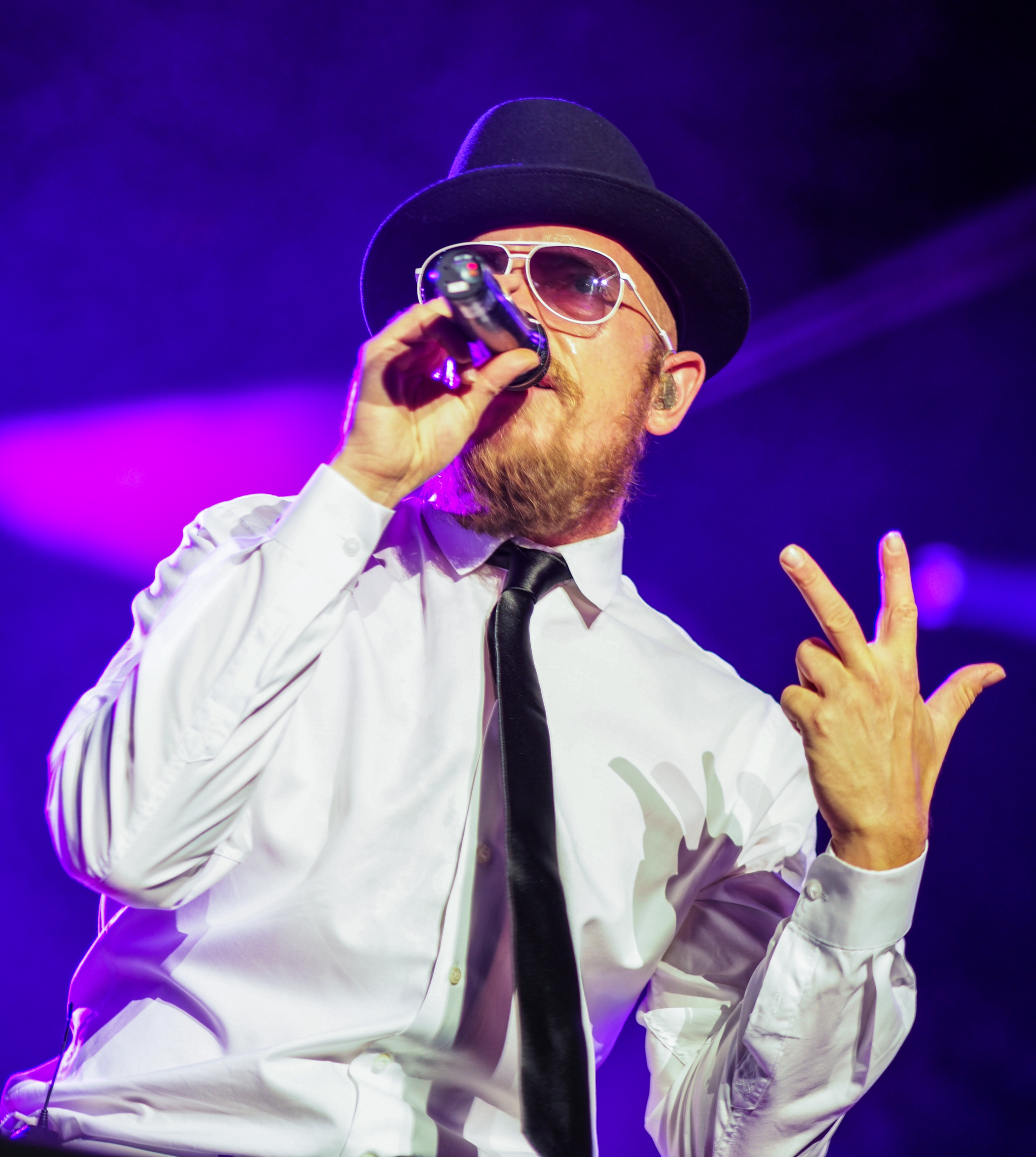
Jan Delay (2013)

Jan Delay (* 20. Februar 1976 in Hamburg; bürgerlich Jan Philipp Eißfeldt) ist ein deutscher Hip-Hop-, Reggae-, Soul- und Funk-Musiker sowie vereinzelt auch Synchronsprecher. Er ist Mitglied der Gruppe Beginner und auch als Solokünstler aktiv.

## Biografie

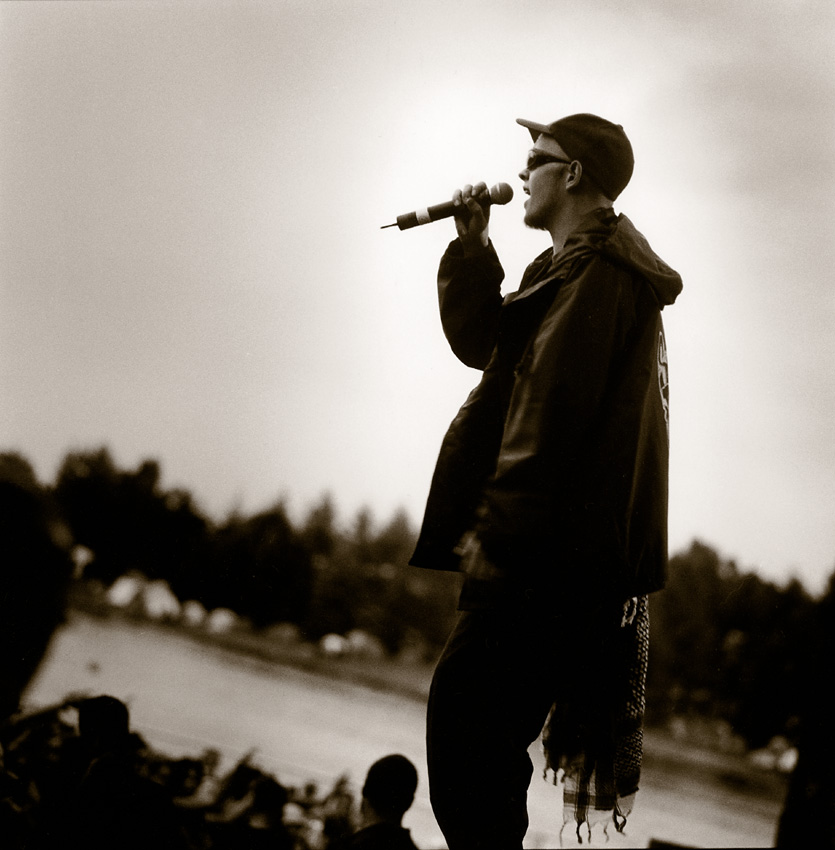
Jan Delay beim Splash-Festival 2001

Jan Delays Eltern sind die Künstlerin und Professorin Dörte Eißfeldt und der Filmemacher und Musiker Theo Janßen. Eißfeldt wuchs im Hamburg-Eppendorfer Wohnprojekt in der Haynstraße auf. Er besuchte von 1986 bis 1995 das Helene-Lange-Gymnasium in Hamburg, legte dort das Abitur ab und lernte im Umfeld der Schule seine späteren Bandkollegen der „Beginner“ kennen. Zudem spielte er beim BC Johanneum zusammen mit Stefan Fabinger, dem Cousin von Torch und späteren Manager der Absoluten Beginner Basketball. Als musikalische Einflüsse in seiner Jugend nannte er aus der Plattensammlung seiner Eltern Prince, die Blues Brothers, Nina Hagen (mit der er später auch den Song Wer bistn du? aufnahm), Spliff, Madonna, Rio Reiser und insbesondere Udo Lindenberg („Der sang auf Deutsch und noch dazu mit geilen Beats und schönen Harmonien“), mit dem ihn laut FAZ das „markante Näseln [sowie] eine natürliche Lässigkeit und eine durchaus angenehme Coolness“ verbindet. Außerdem prägte das Album It Takes a Nation of Millions to Hold Us Back der amerikanischen HipHop-Band Public Enemy seinen frühen Musikgeschmack. Dass Rap und HipHop auch mit deutschen Songtexten funktionieren können, erkannte Eißfeldt durch die Musik der Combo Advanced Chemistry aus Heidelberg.
Jan Delay ist ein Drittel der Hip-Hop-Combo Beginner (ehemals Absolute Beginner), in der er meist unter dem Pseudonym Eizi Eiz oder Eißfeldt auftritt, während er das Pseudonym Jan Delay hauptsächlich als Solo-Künstler und in den Genres Reggae und Funk verwendet. Mit Tropf bildet er die Formation La Boom.
Das Pseudonym Jan Delay ist zum einen eine Anspielung auf die in den 90er Jahren kurzzeitig erfolgreiche Rapperin Young Deenay. Zum anderen bedeutet Delay im Englischen Verzögerung und ist zudem der Name eines tragenden Effekts in der Reggae-/Dancehallmusik (mit dem Nachhall ein wichtiges Stilelement im Reggae und vor allem im Dub). Ein weiterer Name, den Jan Delay unter anderem auf diversen Untergrund-Veröffentlichungen benutzte (der Eimsbush-Style Liga), ist Boba Ffett (angelehnt an Boba Fett, eine Figur aus Star Wars).
1997 gründete er zusammen mit einigen Musiker-Kollegen das Label Eimsbush, das 2003 Insolvenz anmelden musste.
Sein Soloalbum Searching for the Jan Soul Rebels, das er zusammen mit der Sam Ragga Band aufnahm und im Jahr 2001 erschien, wurde von den Kritikern hoch gelobt, er mischte darin gekonnt und mitunter innovativ verschiedene Musikstile. Der Titel spielt auf das Debütalbum Searching for the Young Soul Rebels der Dexys Midnight Runners an. Produziert wurde das Album in enger Zusammenarbeit mit dem Produzenten Matthias Arfmann, der unter anderem auch das erste Album des Reggae-Künstlers Patrice sowie die ersten beiden Alben der Beginner mitproduzierte. Im selben Jahr nahm er neben Sleepwalker als Teil der „Hamburg City Allstars“ die Single Vorsprechtermin auf. Sie platzierte sich neun Wochen in den deutschen Singlecharts und erreichte mit Rang 44 ihre höchste Chartnotierung.

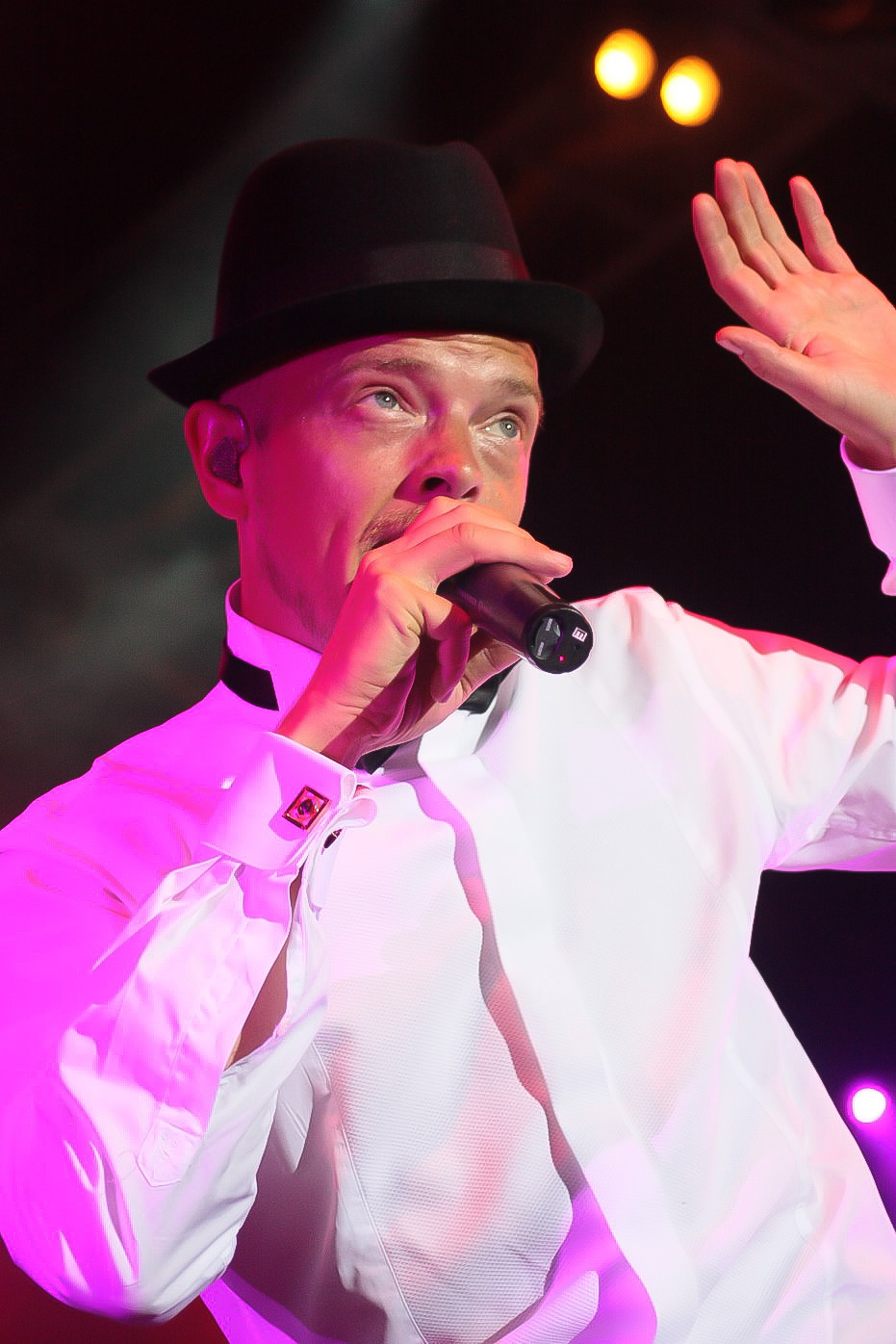
Jan Delay (2009)

Im August 2006 erschien sein zweites Soloalbum mit dem Titel Mercedes-Dance, das in Zusammenarbeit mit seiner neuen Band Disko No. 1 und mit Matthias Arfmann & Tropf als Co-Produzenten entstand. Es steht im starken Kontrast zu seinem Debütalbum, im Intro sagt Jan Delay bereits: „Reggae ist tot, jetzt ist Funk dran.“ Die Platte wird von Jazztönen mit starken Funk-Elementen bestimmt. Sie erreichte in der ersten Woche Platz eins der deutschen Charts. Die Texte sind zum Teil nicht mehr so sozial-/politikkritisch wie seine früheren Werke, was er im Intro ebenfalls anspricht. Es wurde auch ein Livealbum und eine DVD von Mercedes-Dance veröffentlicht. Zuvor wurde die Single Klar veröffentlicht.
Bei Liveauftritten arbeitet er mit der Funkband Disko No. 1 zusammen. Mit dem Song Feuer nahm Jan Delay am 9. Februar 2007 für die Freie und Hansestadt Hamburg am 3. Bundesvision Song Contest teil und erreichte den zweiten Platz. Am 7. Juli 2007 trat er in Hamburg bei Live Earth auf. Delay spricht die deutsche Synchronstimme von Japeth die Ziege im Film Die Rotkäppchen-Verschwörung und von Vector im Film Ich – Einfach unverbesserlich.
2009 arbeitete er mit dem Radiosender 1 Live zusammen und gab für den Gewinner des sendereigenen Schulduells ein Konzert vor rund 1500 Schülern, Abiturienten und Lehrern. Nach einer Zusammenarbeit mit Udo Lindenberg an dessen Comeback-Album Stark wie Zwei veröffentlichte Jan Delay August 2009 mit Wir Kinder vom Bahnhof Soul sein drittes Soloalbum, das sich musikalisch wie der Vorgänger ebenfalls stark an Funk und Soul anlehnt, laut eigener Aussage der Versuch, das vorherige Album „nochmal in richtig und richtig gut“ zu machen. Wie der Vorgänger Mercedes Dance erreichte auch Wir Kinder vom Bahnhof Soul den ersten Platz der deutschen Album-Charts.
Der Hamburg-Film Soul Kitchen (2009) von Fatih Akin wurde vom Regisseur aufwändig verändert, nachdem Delay nach einer Vorschau Akin gegenüber geäußert habe, der Film habe „noch nicht den richtigen Groove“. Die Vorschau sollte klären, ob Delay die Genehmigung erteilen würde, einen seiner Songs zu verwenden. Nach eigener Aussage meinte er damit das „dramaturgische Loch“, das seiner Meinung nach in der ersten Fassung des Films existierte.
Im Juni 2010 erschien das zweite Live-Album von Jan Delay mit dem Titel Wir Kinder vom Bahnhof Soul Live, das analog zu Mercedes-Dance Live Live-Aufnahmen von der Tour zu seinem Album aus dem Vorjahr enthält. Am 14. Mai 2011 trat Delay beim Finale des Eurovision Song Contest 2011 in Düsseldorf gemeinsam mit Disko No. 1 auf.

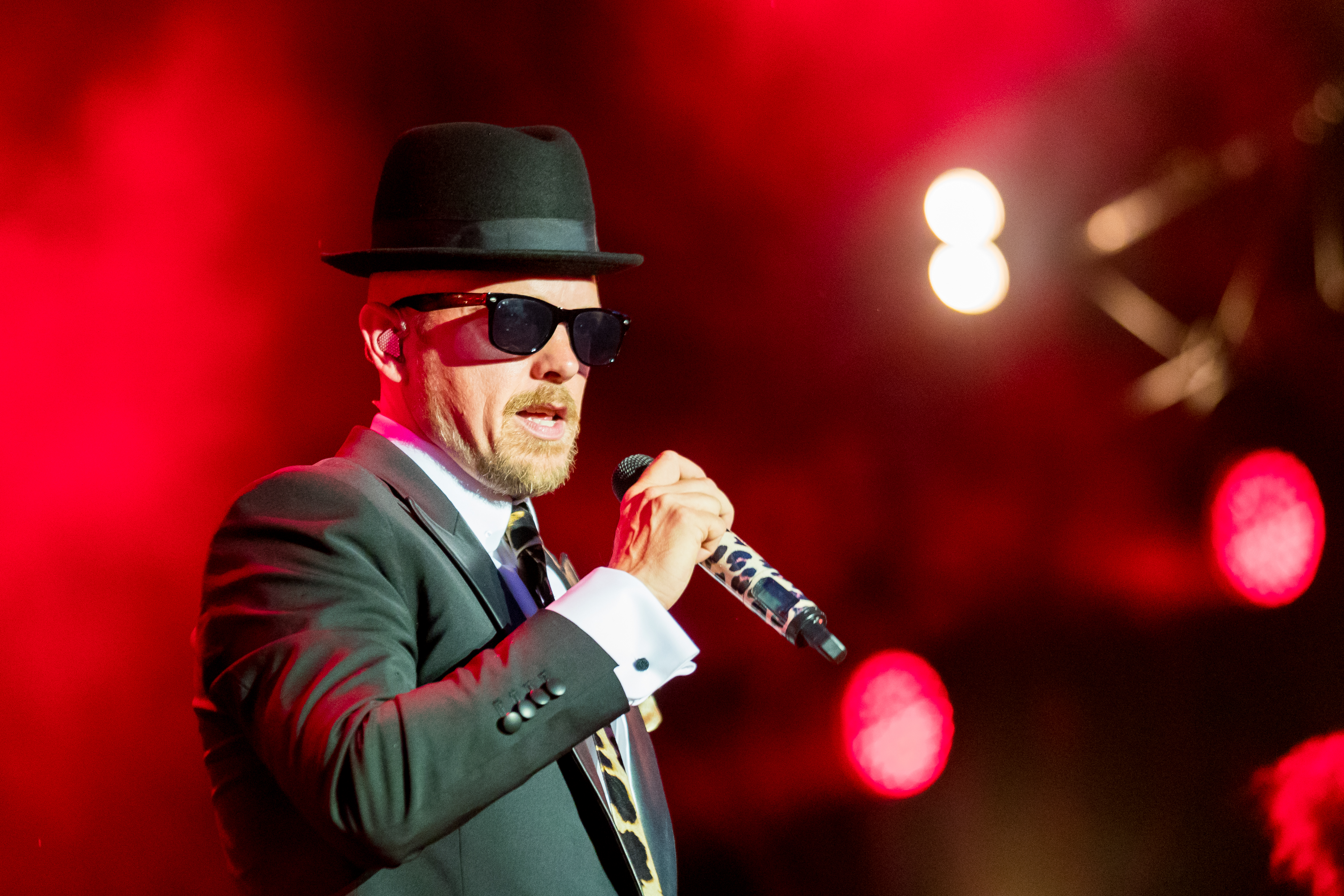
Jan Delay bei Rock am Ring 2018

Im Jahr 2011 war er außerdem in der Sesamstraße bei Ernie & Bert-Songs zu sehen.
Am 11. April 2014 veröffentlichte Jan Delay das Album Hammer & Michel im Rock-Stil. Bereits während der Echoverleihung 2014 trat Delay mit seinem Song St. Pauli aus seinem neuen Album auf. Am Tag nach dem Auftritt erreichte St. Pauli Platz zehn der deutschen Singlecharts. Liebe, eine weitere Singleauskopplung seines Albums, stieg in derselben Woche auf Platz 59 in die Charts ein.
2016 erschien mit Advanced Chemistry ein neues Album der Beginner, das Platz 1 der Album-Charts erreichte.
Am 24. August 2018 veröffentlichte Delay die Stadionballade Grün-weiße Liebe für seinen Lieblingsverein Werder Bremen. Der Song ist Teil des Doppelalbums Lauter Werder, das im Jahr 2019 veröffentlicht wurde. Gleichzeitig erschien das im Umfeld des Weserstadions gedrehte Video, in dem unter anderem Thomas Schaaf einen Auftritt hat.
2021 trat er neben Zoe Wees und Annenmaykantereit bei Fridays for Future in Hamburg auf. An der Demonstration nahmen etwa 80.000 Menschen teil.
2021 war Jan Delay Teilnehmer in der Spieleshow Joko & Klaas gegen ProSieben.

Im selben Jahr veröffentlichte Delay sein fünftes Studioalbum mit dem Titel Earth, Wind and Feiern (an die Funk-Band Earth, Wind and Fire angelehnt). Musikalisch kehrte er mit Hip-Hop und Reggae wieder zu seinen Anfängen zurück.
Im Mai 2025 veröffentlichte der SWR die dreiteilige Dokuserie Forever Jan: 25 Jahre Jan Delay, die seinen Werdegang nachzeichnet und seine Eltern sowie Wegbegleiter wie Udo Lindenberg, Fatih Akin, Klaas Heufer-Umlauf und Olli Dittrich zu Wort kommen lässt.  
Delay lebt in Hamburg-Harvestehude.

## Politische Äußerungen und Engagement
In seinen Liedern „wettert Delay gegen die Macht großer Konzerne, […] [und hackt] auf deutschen Verklemmtheiten herum“, schrieb 2009 Eric Pfeil in FAZ Online. Außerdem engagierte er sich 2004 für eine Radioquote für deutschsprachige Popmusik. Er bekundet seine Sympathie für den Schwarzen Block bei Demonstrationen, unterstützte die Proteste zum G8-Gipfel in Heiligendamm und sieht Sachbeschädigung als zulässiges Mittel der Agitation, solange sie sich nicht gegen Personen richtet. Obwohl sich Jan Delay als politisch links einordnet, bezeichnet er sich als „nicht per se antikapitalistisch.“ „Auf der einen Seite verteufele ich den Kapitalismus, aber ich lerne auch, mich damit zu arrangieren“, sagte er im Interview mit der Stuttgarter Zeitung.
Jan Delay engagiert sich zudem als Lesebotschafter für die Stiftung Lesen sowie für das Lesen- und Schreibenlernen im Rahmen der Kampagne iCHANCE, die vom Bundesverband Alphabetisierung und Grundbildung durchgeführt wird. 2012 unterstützte er die Oxfam-Kampagne Mit Essen spielt man nicht! gegen Nahrungsmittelspekulation. Des Weiteren ist er CSR-Botschafter der Aktion Lebenslang tolerant des Fußballvereins Werder Bremen.
Im Herbst 2021 sorgte Delay für Aufsehen, als er in Zusammenarbeit mit der Wochenzeitung Die Zeit herausfand, dass das Mode-Unternehmen Zara mit Bezug auf seine Recycling-Boxen nicht hält, was es verspricht. Laut eigener Aussage kümmert Zara sich um das Recycling von Mode-Artikeln, die vor Ort in den Filialen abgegeben werden. Im Rahmen der Zeitungsrecherche wurden ein paar alte Nike-Sneakers von Delay mit einem GPS-Sender versehen und es stellte sich dabei letztlich heraus, dass diese bei dem Hamburger Entsorgungsunternehmen Otto Dörner landeten.

## Auseinandersetzung mit Heino
In einem Interview mit der österreichischen Zeitung Die Presse bezeichnete Jan Delay im April 2014 den Schlagersänger Heino, der 2013 unter anderem ein Lied der Beginner gecovert hatte, als „Nazi“:

„Alle sagten plötzlich: Ist doch lustig, ist doch Heino. Nee, das ist ein Nazi. Das vergessen die meisten Leute, wenn die Leute über Heino reden. Der Typ hat in Südafrika während der Apartheid im Sun City gesungen. Und sein Repertoire: „Schwarzbraun ist die Haselnuß“, Soldatenlieder … Es ist schrecklich, wenn so jemand einen Song von dir singt.“

Heino erstattete daraufhin über seinen Rechtsanwalt Strafanzeige gegen Delay. Nach einer Zahlung von 20.000 Euro (plus der entstandenen Anwaltskosten) wurde die Anzeige zurückgezogen. Heino behielt das Geld nach eigenen Angaben nicht, sondern spendete es an zwei Behindertenwerkstätten in Bad Münstereifel und Bielefeld-Bethel.

## Diskografie
Studioalben

| Jahr | Titel                             | Höchstplatzierung, Gesamtwochen, AuszeichnungChartplatzierungen (Jahr, Titel, Platzierungen, Wochen, Auszeichnungen, Anmerkungen) | Höchstplatzierung, Gesamtwochen, AuszeichnungChartplatzierungen (Jahr, Titel, Platzierungen, Wochen, Auszeichnungen, Anmerkungen) | Höchstplatzierung, Gesamtwochen, AuszeichnungChartplatzierungen (Jahr, Titel, Platzierungen, Wochen, Auszeichnungen, Anmerkungen) | Anmerkungen                                               |
| Jahr | Titel                             | DE | AT | CH | Anmerkungen                                               |
| ---- | --------------------------------- | --- | --- | --- | --------------------------------------------------------- |
| 2001 | Searching for the Jan Soul Rebels | DE12 (10 Wo.)DE | AT21 (10 Wo.)AT | CH69 (5 Wo.)CH | Erstveröffentlichung: 12. März 2001                       |
| 2006 | Mercedes-Dance                    | DE1 ×3Dreifachgold · (47 Wo.)DE                                                                                                   | AT3 Gold · (16 Wo.)AT | CH2 Gold · (17 Wo.)CH | Erstveröffentlichung: 4. August 2006 Verkäufe: + 330.000  |
| 2009 | Wir Kinder vom Bahnhof Soul       | DE1 ×3Dreifachgold · (54 Wo.)DE                                                                                                   | AT2 Gold · (19 Wo.)AT | CH1 Gold · (37 Wo.)CH | Erstveröffentlichung: 14. August 2009 Verkäufe: + 325.000 |
| 2014 | Hammer & Michel                   | DE1 Gold · (23 Wo.)DE | AT3 (6 Wo.)AT | CH4 (10 Wo.)CH | Erstveröffentlichung: 11. April 2014 Verkäufe: + 100.000  |
| 2021 | Earth, Wind & Feiern              | DE3 (19 Wo.)DE | AT3 (15 Wo.)AT | CH1 (11 Wo.)CH | Erstveröffentlichung: 21. Mai 2021                        |

## Nominierungen
- 2013: Deutscher Animations-Sprecherpreis des Trickfilmfestivals Stuttgart für die Stimme des Raben Socke in Der kleine Rabe Socke

## Auszeichnungen
1 Live Krone
- 2007: in der Kategorie „Bester Künstler“
- 2009: in der Kategorie „Bestes Album“
- 2023: in der Kategorie „Sonderpreis“[55]

Comet
- 2010: in der Kategorie „Star der Stars“

Echo Pop
- 2010: in der Kategorie „Bester HipHop Urban“
- 2010: in der Kategorie „Kritikerpreis“

HANS – Der Hamburger Musikpreis
- 2009: in der Kategorie „Herausragende Hamburger Künstlerentwicklung“
- 2010: in der Kategorie „Beste Produktion des Jahres“

Sonstiges
- 2012: Krawattenmann des Jahres
- 2015: Radio Regenbogen Award

## Filme
- 2005: Die Rotkäppchen-Verschwörung (Stimme: Japeth die Ziege)[20]
- 2010: Ich – Einfach unverbesserlich (Stimme: Vector)[21]
- 2012: Der kleine Rabe Socke (Stimme: Rabe Socke)[56]
- 2014: Die Biene Maja – Der Kinofilm (Stimme: Willi)[57]
- 2015: Der kleine Rabe Socke 2 – Das große Rennen (Stimme: Rabe Socke)[58]
- 2017: Sharknado 5: Global Swarming[59]
- 2019: Der kleine Rabe Socke – Suche nach dem verlorenen Schatz (Stimme: Rabe Socke)[60]
- 2022: Großstadtrevier, Cameoauftritt in Folge 479, „Blitzbirnen und Autobumser“
- 2025: Grand Prix of Europe (Stimme: Enzo)

Als Gastsänger
- 2011: MTV Unplugged Live aus dem Hotel Atlantic von Udo Lindenberg
- 2018: MTV Unplugged 2 Live vom Atlantik von Udo Lindenberg